# 에이진코트역
에이진코트역 (Agincourt Station) 은 캐나다 온타리오주 토론토 지역의 통근열차 노선인 GO 트랜싯의 스토우빌선 정차역이다. 스카버러의 에이진코트 지역에 위치한 이 역은 케네디 로드와 미들랜드 애비뉴 사이에 있는 셰퍼드 애비뉴에 위치해있다.

## 위치
에이진코트역은 메트로링스가 소유하고 있는 억스브릿지선 55.5 마일 (89.3 km) 지점에 위치해있으며, 북쪽으로는 밀리켄역, 남쪽으로는 케네디역이 위치해있다. 케네디역에서 엘즈미어 애비뉴까지 3호선 스카버러가 억스브릿지선과 나란히 달리는데, 엘즈미어 애비뉴 근처에서 3호선 스카버러가 억스브릿지선을 터널로 지난 다음에 동쪽으로 스카버러 타운 센터를 향해 고상으로 올라가 지나간다. 스토우빌선 열차는 계속 북쪽으로 이어져 401번 고속도로와 캐나다 태평양 철도의 화물 철도 노선인 벨빌선을 지난 다음, 셰퍼드 애비뉴 근처에 있는 에이진코트역에 정차한다.
에이진코트역에서 북쪽으로 주택가를 지나다가 핀치 애비뉴 근처에는 공장들이 보인다. 핀치 애비뉴 근처에는 스마트트랙 계획의 일환으로 새로운 통근열차역이 건설될 예정으로, 2022년에 공사 업체가 선정되었고, 2023년 10월에 착공하여 2027년 개통을 앞두고 있다. 다음 역인 밀리켄역은 스틸즈 애비뉴 직전에 위치해있다.

## 역사
에이진코트역은 1869년에 협궤 철도인 토론토 & 니피싱 철도 (Toronto & Nipissing Railway)가 건설하였다. 개통 당시 이 건물은 작은 목재 건물로, 평판의 가로결이 같은 이음매와 일직선이 되게 외벽에 가로 댄 미늘 판자벽 시공법을 따랐고, 길쭉한 지붕이 눈과 비를 피할 수 있는 쉼터 역할을 하기도 하였다. 이 당시 에이진코트는 마을이 형성된 지 10년 정도 밖에 되지 않은 작은 마을이였으며, 오늘날의 셰퍼드와 미들랜드 애비뉴 근처에 형성되었다. 에이진코트역의 첫 여객열차는 1871년 7월 12일에 토론토와 억스브릿지를 잇는 열차가 하루 한 편씩 운행하면서 개통하였다. 캐나다의 다른 철도와 마찬가지로 토론토 & 니피싱 철도도 1881년에 표준궤로 궤간이 단일화되고, 이듬해인 1882년에 캐나다 미들랜드 철도 (Midland Railway of Canada)로 인수되었다. 미들랜드 철도는 이후 1884년에 그랜드트렁크 철도로 또다시 인수되었다. 1922년에 들어서서 에이진코트에는 하루 7편의 열차가 정차하였다.
재정난을 겪던 그랜드트렁크 철도가 1923년에 공기업이었던 캐나다 내셔널 철도로 인수되었고, CN은 이 노선을 억스브릿지선으로 본격적으로 명명하였다. 이후 벽돌 모양을 한 아스팔트 외벽재인 인슐브릭을 역 외벽에 덧대 안에 있는 목재를 보존하고자 하였다. 2차 세계대전이 끝나고 자가용이 성행하면서 에이진코트역의 승객 수는 급격히 감소하였다. 1963년에는 억스브릿지로 이어지는 열차의 운행이 중단되었고, 1970년대에 에이진코트역에는 열차 정차 횟수가 하루 1편씩으로 줄어들었으며, 그마저도 스토우빌역까지만 운행하였다. 1977년에는 CN의 여객철도 운행을 VIA 철도가 넘겨맡게 되면서 에이진코트역의 운영을 잠시 맡게 되었다. VIA 철도는 1981년에 예산을 감축하면서 토론토 지역의 통근열차 운행을 대거 중단하였으며, 이에 따라 스토우빌선 운행은 온타리오 주정부 산하 공기업인 GO 트랜싯이 맡게 되었다. 1982년, GO 트랜싯이 같은 곳에 새로운 역을 짓게 되고 1982년 9월 7일에 스토우빌선 첫 열차가 도착하였다.
스토우빌선 승객 수는 조금씩 늘어났고 열차 운행 횟수도 점차 늘어났다. 1990년대에 GO 트랜싯은 에이진코트역 건물을 재단장하고, 이와 동시에 마컴 지역에 승객 수가 늘어나면서 에이진코트역에 정차하는 열차 횟수도 점점 늘어났다.

### 역 확장 공사
GO 트랜싯은 현재 운행하고 있는 통근열차 노선을 개량하고 선로 용량을 늘리는 광역급행철도 (Regional Express Railway, RER)를 계획하고 있으며, 이 계획의 일환으로 2018년 3월 엘리스던 교통 인프라 업체가 에이진코트역 확장 공사 업체로 선정되었다. 이 공사로 1982년에 지어서 1990년대에 개량한 기존 역 건물을 허물고 717제곱미터 규모의 역 건물과 200제곱미터 규모의 부건물이 지어졌다. 역 서쪽에 있는 측면 승강장은 315m로 늘어나며 동쪽에도 같은 길이의 두 번째 승강장이 지어진다. 두 승강장 간에는 엘리베이터를 포함한 지하 터널로 연결되고 양쪽 승강장에는 천정이 지어져서 비나 눈이 올 때 가림막 역할을 해준다. 신역사는 2021년 10월 25일에 개장하였다.
한편 에이진코트역은 또한 복선화 공사가 이루어지고 있는데, 좁은 철로와 수용된 부지가 넉넉하지 않은 점, 역 남쪽의 셰퍼드 애비뉴를 지나는 고가 철로가 좁은 점을 감안하여 공사가 이루어지고 있다.
신역사 계획안은 또한 역과 셰퍼드 애비뉴간 진입로와 계단을 보행자가 손쉽게 이용할 수 있도록 개량하는 계획도 포함되어 있으며 선로 동쪽에서 셰퍼드 북쪽에 있는 다우리 애비뉴로 이어지는 보행자 및 자전거 진입로가 새로 들어섰다. 신역사에는 32대의 자전거 거치 공간이 추가되었다. 342대 규모의 환승 주차장은 유지하되 역으로 마중 나오는 차량을 위한 정차 공간이 25대 더 추가되었다. 정차 공간 근처에는 GO 트랜싯 버스를 위한 루프가 추가될 예정이나 아직까지 이 역에 정차하는 GO 트랜싯 버스는 존재하지 않는다. 이 루프에 TTC 버스가 정차할 수도 있으나 먼 훗날에 경전철 개통을 염두에 두고 따로 공간을 마련해두었다.

## 시설
에이진코트역은 직원이 상주하는 유인역으로, 매표소는 평일 오전 5시 40분부터 오전 11시 45분까지 개장하며, 나머지 시간대에는 무인으로 운영한다. 매표소에서는 프레스토 카드를 연령층에 맞춰서 설정하거나 기본 출발 및 도착역을 설정하여 하차태그를 하지 않아도 자동으로 정산할 수 있도록 할 수 있다. 이 외에도 통근열차 티켓 구매나 카드 충전은 역에 있는 자동판매기에서 할 수 있다. 프레스토 카드가 없는 경우에는 신용카드나 체크카드를 단말기에 태그해 요금을 정산할 수도 있고, 스마트폰에서 GO 트랜싯 홈페이지에 들어가 이티켓 (e-ticket)을 구매할 수도 있다.
에이진코트역에는 대합실, 화장실, 와이파이, 공중전화가 있으며, 승강장에는 눈과 비를 피할 수 있는 쉼터가 있으며 겨울에는 난방도 된다. 역 건물과 승강장, 열차 내부는 휠체어 승객도 이용할 수 있으며, 승강장 중앙에 있는 휠체어 경사로를 통해 휠체어 승객도 열차를 이용할 수 있다. 환승 주차장에는 337대의 주차 공간이 있으며, 최대 48시간까지 주차가 가능하다. 예약 주차 공간은 따로 마련되어있지 않지만, 카풀 전용 주차 공간이 마련되어있다. 이 역에는 자전거 거치대가 설치되어 있지 않지만 출퇴근 시간 외 열차에 한해 자전거 반입이 가능하다. 이 역으로 마중 나오는 차량을 위한 정차 공간이 24대 마련되어 있다.
에이진코트역은 현재 역 공사가 한창 진행 중으로, 기존 역 건물은 2021년 2월에 철거되었고 2021년 10월 24일에는 새로운 역 건물이 개장하였다. 2022년 11월에는 평면 건널목을 대체할 두 승강장을 잇는 지하도와 북부 주차장과 두 번째 승강장이 개장하였다.
토론토 교통국의 시내버스는 셰퍼드 애비뉴나 케네디 애비뉴 또는 미들랜드 애비뉴에 있는 버스 정류장에서 승차할 수 있다.

## 운행 계통
2023년 4월 기준 케네디역에는 평일 아침 유니언 방면 통근열차가 6대 정차하며, 평일 오후에는 올드엠 방면 통근열차가 6대 정차한다. 스토우빌선 버스는 이 역에 정차하지 않는다.

## 버스 연결편
에이진코트역에서 갈아탈 수 있는 버스는 아래와 같다. GO 트랜싯의 스토우빌선 버스는 이역에 정차하지 않지만, 토론토 교통국의 85번 버스 등으로 갈아탈 수 있다.
|  |  |  |  |  |

|  |  |  |

|  |  |  |

|  |  |  |

|  |  |  |  |  |  |  |

|  |  |  |  |  |

|  |  |  |

|  |

|  |

|  |

|  |

|  |

|  |

|  |

|  |  |  |

|  |  |  |  |  |

|  |

|  |  |  |

|  |  |  |

|  |  |  |

|  |

|  |

|  |

|  |

| 프로그레스 |
| 맬번       |

|  |

| 랩슬리 |
| 워시번 |

|  |

|  |

| 브레큰   |
| 브레니언 |

|  |

|  |

|  |  |  |  |  |

|  |  |  |  |  |

|  |  |  |  |  |

|  |  |  |  |  |

|  |

|  |

|  |  |  |

|  |  |  |

|  |  |  |

|  |  |  |  |  |

|  |  |  |

|  |  |  |

|  |  |  |

|  |  |  |  |  |  |  |

|  |  |  |  |  |

|  |  |  |

|  |

|  |

|  |

|  |

|  |

|  |

|  |

|  |  |  |

|  |  |  |  |  |

|  |

|  |  |  |

|  |  |  |

|  |  |  |

|  |

|  |

|  |

|  |

| 프로그레스 |
| 맬번       |

|  |

| 랩슬리 |
| 워시번 |

|  |

|  |

| 브레큰   |
| 브레니언 |

|  |

|  |

|  |  |  |  |  |

|  |  |  |  |  |

|  |  |  |  |  |

|  |  |  |  |  |

|  |

|  |

|  |  |  |

|  |  |  |

|  |  |  |

|  |  |  |  |  |

|  |  |  |

|  |  |  |

|  |  |  |

|  |  |  |  |  |  |  |

|  |  |  |  |  |

|  |  |  |

|  |

|  |

|  |

|  |

|  |

|  |

|  |

|  |  |  |

|  |  |  |  |  |

|  |

|  |  |  |

|  |  |  |

|  |  |  |

|  |

|  |

|  |

|  |

| 프로그레스 |
| 맬번       |

|  |

| 랩슬리 |
| 워시번 |

|  |

|  |

| 브레큰   |
| 브레니언 |

|  |

|  |

|  |  |  |  |  |

|  |  |  |  |  |

|  |  |  |  |  |

|  |  |  |  |  |

|  |

|  |

|  |  |  |

|  |  |  |

|  |  |  |

|  |  |  |  |  |

|  |  |  |

|  |  |  |

|  |  |  |

|  |  |  |  |  |  |  |

|  |  |  |  |  |

|  |  |  |

|  |

|  |

|  |

|  |

|  |

|  |

|  |

|  |  |  |

|  |  |  |  |  |

|  |

|  |  |  |

|  |  |  |

|  |  |  |

|  |

|  |

|  |

|  |

| 프로그레스 |
| 맬번       |

|  |

| 랩슬리 |
| 워시번 |

|  |

|  |

| 브레큰   |
| 브레니언 |

|  |

|  |

|  |  |  |  |  |

|  |  |  |  |  |

|  |  |  |  |  |

|  |  |  |  |  |

|  |

|  |

|  |  |  |

|  |  |  |

|  |  |  |

|  |  |  |  |  |  |  |

|  |  |  |  |  |

|  |  |  |

|  |  |  |

|  |  |  |  |  |  |  |

|  |  |  |  |  |

|  |  |  |

|  |

|  |

|  |

|  |  |  |

|  |  |  |  |  |

|  |  |  |

|  |  |  |

|  |  |  |

|  |

|  |

|  |

|  |  |  |  |  |  |  |

|  |  |  |  |  |

|  |  |  |

|  |  |  |

|  |  |  |  |  |  |  |

|  |  |  |  |  |

|  |  |  |

|  |

|  |

|  |

|  |  |  |

|  |  |  |  |  |

|  |  |  |

|  |  |  |

|  |  |  |

|  |

|  |

|  |

|  |  |  |  |  |  |  |

|  |  |  |  |  |

|  |  |  |

|  |  |  |

|  |  |  |  |  |  |  |

|  |  |  |  |  |

|  |  |  |

|  |

|  |

|  |

|  |  |  |

|  |  |  |  |  |

|  |  |  |

|  |  |  |

|  |  |  |

|  |

|  |

|  |

|  |  |  |  |  |  |  |

|  |  |  |  |  |

|  |  |  |

|  |  |  |

|  |  |  |  |  |  |  |

|  |  |  |  |  |

|  |  |  |

|  |

|  |

|  |

|  |  |  |

|  |  |  |  |  |

|  |  |  |

|  |  |  |

|  |  |  |

|  |

|  |

|  |

|  |

|  |

|  |

| 컨슈머스 |
| 브라이언 |

|  |

|  |

|  |

|  |

|  |

|  |  |  |

|  |

|  |  |  |

|  |  |  |

|  |  |  |

|  |

|  |

|  |

|  |

|  |

| 프로그레스 |
| 맬번       |

|  |

| 랩슬리 |
| 워시번 |

|  |

|  |

| 브레큰   |
| 브레니언 |

|  |

|  |

| 급행 |
| 완행 |

|  |

|  |

|  |

|  |

| 컨슈머스 |
| 브라이언 |

|  |

|  |

|  |

|  |

|  |

|  |  |  |

|  |

|  |  |  |

|  |  |  |

|  |  |  |

|  |

|  |

|  |

|  |

|  |

| 프로그레스 |
| 맬번       |

|  |

| 랩슬리 |
| 워시번 |

|  |

|  |

| 브레큰   |
| 브레니언 |

|  |

|  |

| 급행 |
| 완행 |

|  |

|  |

|  |

|  |

| 컨슈머스 |
| 브라이언 |

|  |

|  |

|  |

|  |

|  |

|  |  |  |

|  |

|  |  |  |

|  |  |  |

|  |  |  |

|  |

|  |

|  |

|  |

|  |

| 프로그레스 |
| 맬번       |

|  |

| 랩슬리 |
| 워시번 |

|  |

|  |

| 브레큰   |
| 브레니언 |

|  |

|  |

| 급행 |
| 완행 |

|  |

|  |

|  |

|  |

| 컨슈머스 |
| 브라이언 |

|  |

|  |

|  |

|  |

|  |

|  |  |  |

|  |

|  |  |  |

|  |  |  |

|  |  |  |

|  |

|  |

|  |

|  |

|  |

| 프로그레스 |
| 맬번       |

|  |

| 랩슬리 |
| 워시번 |

|  |

|  |

| 브레큰   |
| 브레니언 |

|  |

|  |

| 급행 |
| 완행 |

|  |

## 인접한 역
| 메트로링스 억스브릿지선 | 메트로링스 억스브릿지선 | 메트로링스 억스브릿지선 |
| ----------------------- | ----------------------- | ----------------------- |
| 케네디 유니언 방면      | GO 트랜싯 스토우빌선    | 밀리켄 올드엠 방면      |